# Pickstown
Pickstown é uma cidade  localizada no estado norte-americano de Dakota do Sul, no Condado de Charles Mix.

## Demografia
Segundo o censo norte-americano de 2000, a sua população era de 168 habitantes.
Em 2006, foi estimada uma população de 193, um aumento de 25 (14.9%).

## Geografia
De acordo com o United States Census Bureau tem uma área de
1,7 km², dos quais 1,7 km² cobertos por terra e 0,0 km² cobertos por água.

## Localidades na vizinhança
O diagrama seguinte representa as localidades num raio de 20 km ao redor de Pickstown.